# AKA AKA

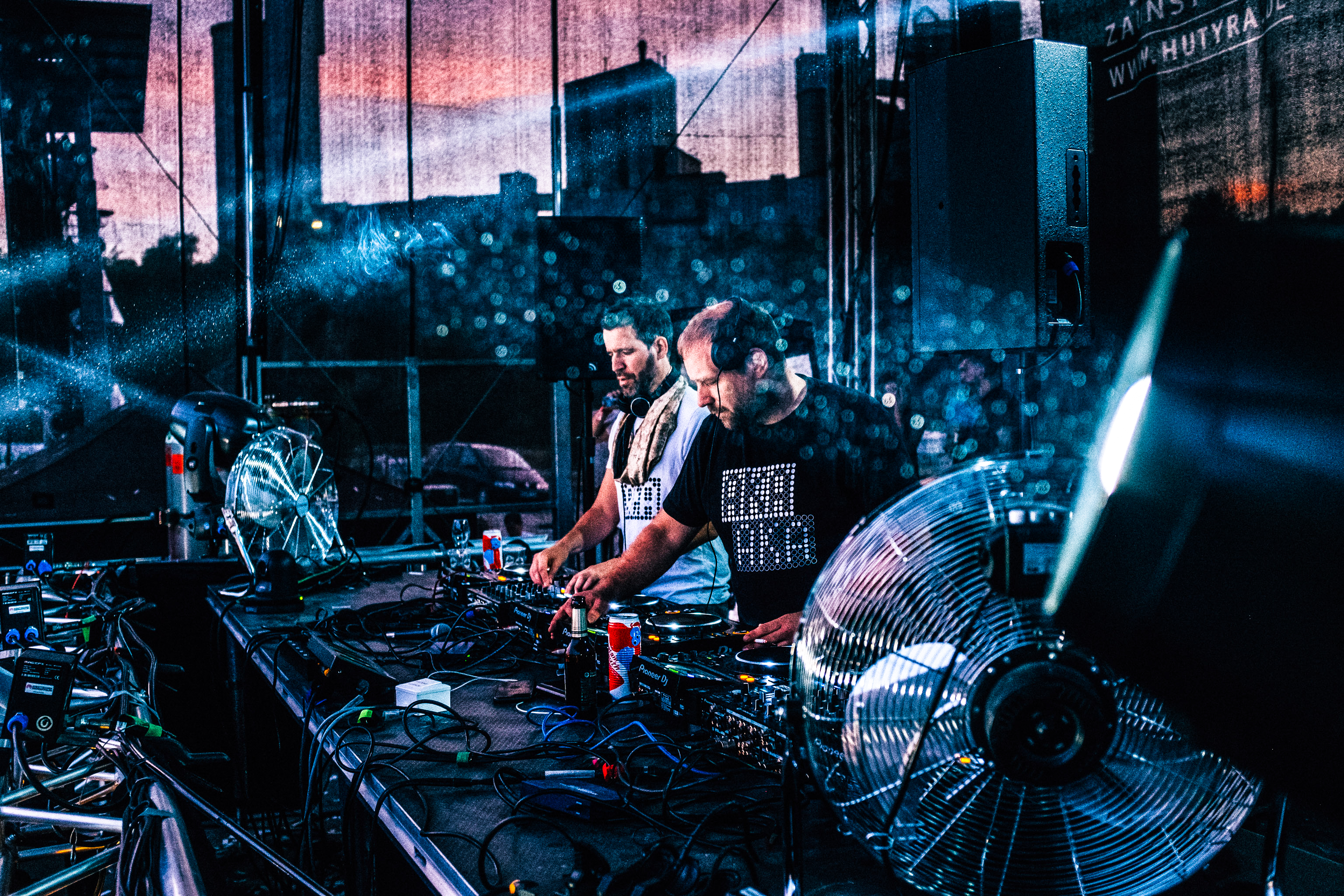
AKA AKA bei ihrem Live-Auftritt auf dem Stone Dance Festival 2019

AKA AKA ist ein deutsches Produzenten-, DJ- und Remixer-Duo im Bereich der elektronischen Tanzmusik, bestehend aus Johannes Bergheim und Holger Kampling.

## Allgemeines

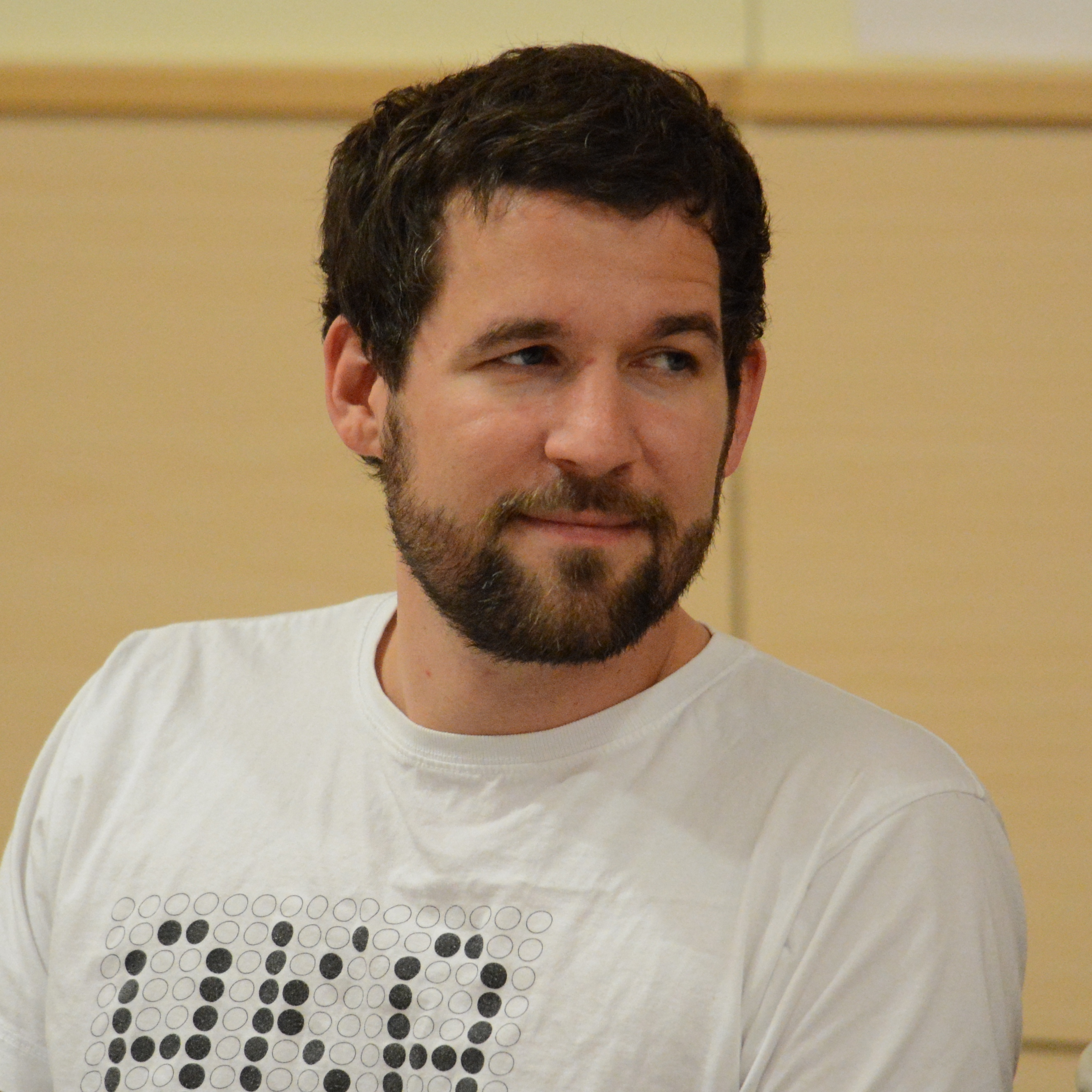
Johannes Bergheim

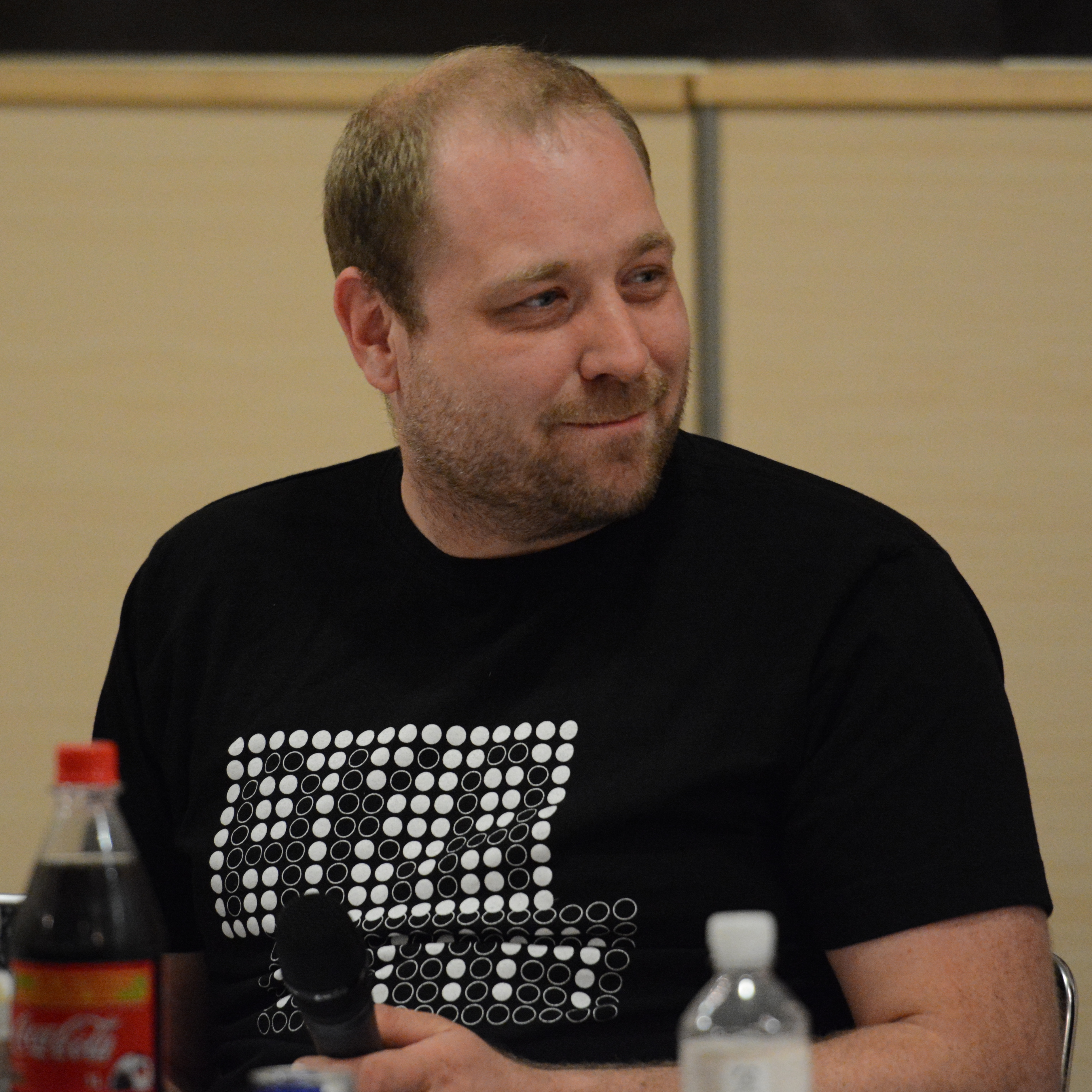
Holger Kampling

Das Duo AKA AKA wurde 2009 von dem Saarländer Johannes Bergheim und dem Emder Holger Kampling gegründet. Der Titel „Woody Woodpecker“ auf ihrer ersten Single-Veröffentlichung auf Oliver Koletzkis Label Stil vor Talent erreichte Platz 1 der Beatport-Verkaufscharts im Genre Minimal und wurde im Mai 2010 bei den Beatport Music Awards zum drittbesten Titel gekürt.
Im Oktober 2009 gründeten AKA AKA ihr eigenes Label Burlesque Musique, auf dem sie im Mai 2011 mit dem Komponist und Trompeter Thalstroem ihr Debüt-Album „Varieté“ veröffentlichten. Dieses stieg bis auf Platz 1 der Sale-Charts von Amazon.de im Genre Techno und hielt die Position über Wochen. Zudem wurde es von den Lesern der Zeitschrift Groove und des Partysan-Magazins unter die zehn besten Alben 2011 gewählt. Auch das im Jahr 2012 folgende Album „Varieté Remixed“, das über 30 Neuinterpretationen von Originalstücken von u. a. Technasia, Moonbootica und Marek Hemmann beinhaltete, erreichte die Position 1 der Sale-Charts von Amazon.de im Genre Techno.
Neben ihren Studio-Produktionen sind AKA AKA vor allem für ihre DJ- und Liveauftritte mit ihrem Partner Thalstroem bekannt. So spielten sie etwa 2012 auf Festivals wie Timewarp, Sea of Love, SonneMondSterne, Mayday und Nature One. Die Leser des Partysan-Magazins honorierten ihre Auftritte, indem sie AKA AKA & Thalstroem zum „Best Live Act 2011“, zum zweitbesten „Durchstarter 2011“ sowie zum „Newcomer 2011“ kürten. Beim Poll des Faze Magazin erreichten sie in den Jahren 2012, 2014 und 2015 ebenfalls jeweils den ersten Platz im Ranking „Best Live Act“.
Am 30. Oktober 2015 erschien ihr Album „Connected“, welches auf ihrem eigenen Imprint Burlesque Musique veröffentlicht wurde.
Im Jahr 2017 entschieden Hannes und Holger, ihr Label Burlesque Musique erst einmal auf Eis zu legen, und gründeten ihr neues Label Sacrebleu. Die ersten Veröffentlichungen gab es von D!E ZWE!, Ben Böhmer, Sasch BBC und AKA AKA selbst. Besonders ist, dass AKA AKA bisher zu jeder Veröffentlichung einen Remix beigesteuert haben.
Im November 2018 sprechen sie mit Gastgeber Jürgen Laarmann in dessen Podcast-Serie 1000 Tage Techno u. a. über den Wandel der Musikindustrie und neue Chancen für Artists, die Schwierigkeiten mit Social Media und Festivals.
In den Jahren 2020 und 2021, die in der Veranstaltungsbranche stark durch die Coronapandemie geprägt sind, treten AKA AKA bei diversen Livestreams auf, u. a. für das Label Kontor Records aus Hamburg, auf dem sie auch diverse Singles veröffentlichen, u. a. den Titel „Like A Punk“ mit YouNotUs, der auf der Streamingplattform Spotify bis dato über 34 Millionen Streams kumiliert hat.
2022 geht ein aufatmen durch die Gesellschaft und Club- und Großveranstaltungen werden wieder großflächig zugelassen, so können die beiden Musiker endlich viele der pandemiebedingten Absagen nachholen und spielen eine ausgedehnte Festival-Tour. Durch die in der Auszeit gesammelten, neuen musikalischen Inputs, fühlen sich AKA AKA animiert, ein neues Label zu gründen. So erscheint im Februar 2023 die erste Veröffentlichung auf WHATS POPPIN mit dem vielsagenden Titel „Freedom“.

## Diskografie

### Releases
- 2009: AKA AKA – Tigerente mit Reis EP (3rd Wave Music)
- 2009: AKA AKA – Voegeln EP (Stil vor Talent)
- 2009: AKA AKA – Zwei Himmelhunde auf dem Weg zur Hölle EP (Stil vor Talent)
- 2009: AKA AKA – Dampfloch EP(Pentagonik)
- 2009: AKA AKA & umami – Ich & Du EP (Stil vor Talent)
- 2010: AKA AKA – Meiler EP (Definition Records)
- 2010: AKA AKA & Thalstroem – Springtide EP (Burlesque Musique)
- 2011: AKA AKA & Thalstroem – Varieté LP (Burlesque Musique)
- 2011: AKA AKA & umami & Thalstroem – What Matters EP (Burlesque Musique)
- 2012: AKA AKA & Thalstroem – Varieté Remixed Part 1 EP (Burlesque Musique)
- 2012: AKA AKA & Thalstroem – Varieté Remixed LP (Burlesque Musique)
- 2013: AKA AKA & Thalstroem & Umami – Best of All Possible (Burlesque Musique – BUR011D)
- 2014: AKA AKA & Thalstroem & Joachim Pastor – Wayfaring Stranger (Burlesque Musique – BUR015D)
- 2015: AKA AKA & Thalstroem – Never Alone (ft. Solar Plexus) (Burlesque Musique – BUR022D)
- 2015: AKA AKA & Thalstroem – Connected (Burlesque Musique – BURCD004)
- 2017: AKA AKA & Thalstroem – Remixed (Sacrebleu – Bleu002)
- 2018: AKA AKA & Moguai – Home (Axtone Records – AXT107E)
- 2019: AKA AKA – Narcotica (1st Strike Deep – 1STSD006)
- 2020: AKA AKA – The Edge (Kontor Records – 4251603245671KON)
- 2020: AKA AKA & YouNotUs – Like A Punk (Kontor Records – 4251603244384KON)
- 2020: AKA AKA & Junge Junge – Vallut Bass (Kontor Records – 4251603245893KON)
- 2021: AKA AKA – Habibi (Self Release – BTPRT275318)
- 2022: AKA AKA & Lackmus – Bounce (Generation HEX – GNHX256B)
- 2022: AKA AKA – So Delicious (Generation HEX – GNHX289B)
- 2023: AKA AKA – Freedom (WHATS POPPIN – WP0001)
- 2023: AKA AKA & Lackmus – Sleep (WHATS POPPIN – WP0002)
- 2023: AKA AKA & Elternhouse – The Rave (WHATS POPPIN – WP0003)
- 2023: AKA AKA & Artenvielfalt – Let Me Show You (WHATS POPPIN – WP0004)
- 2023: AKA AKA – Banger (WHATS POPPIN – WP0005)
- 2023: AKA AKA & Merissa Mahilaa – Blockbuster (WHATS POPPIN – WP0006)

### Remixes
Folgende Remixes gibt es von AKA AKA:
- 2009: Alex Dimou – Mamba (Elite Records)
- 2009: Oliver Koletzki ft. Pyur – These Habits (Stil vor Talent)
- 2009: Shab Ruffcut – Reggae Source (It_Tizz Recordings)
- 2009: Shemian – The Best Things in Life are for free (Burlesque Musique)
- 2009: Remute – Hop (Sleaze Records)
- 2009: Alex Young – Minimofongo (Definition Records)
- 2009: Niconé & Philip Bader – Charma Doll (Dantze)
- 2009: Gianni Vitiello – Hiccup (Micro.Fon/Kiddaz.fm)
- 2010: Citizen Kain & Phuture Traxx – The Worm (Neverending Records)
- 2010: Niconé & Sascha Braemer – Thänk you (Burlesque Musique)
- 2010: Budzillus – Taksi Taksi (Burlesque Musique)
- 2010: Christian Fischer – Black Coffee ft. Thalstroem (Definition Records)
- 2011: ZDS – We Should Bang (Jackmode Records)
- 2011: Oliver Klein – Suspenders (Kling Klong Records)
- 2011: Milkwish – Relajate (Natura Viva)
- 2011: Budzillus – Der Untergang (Burlesque Musique)
- 2012: Solead – Is the Water Wet (Bunkum Records)
- 2012: Joris Delacroix – La Mat (WOH Lab)
- 2012: Axel Bartsch – Prohpetic Dreams (Sportclub Music)
- 2012: Pizeta – Klezmer (Gold Records)
- 2012: Thomas Schumacher – Vorfreude (Electric Ballroom)
- 2012: Lexy & K-Paul – Like a Bird (MusicIsMusic)
- 2012: Turntablerocker – Alles auf die 303 (Casablanca Records)
- 2012: Oliver Schories – Mother (Der Turnbeutel)
- 2012: The Supermen Lovers – We got that Booty (La Tebwa)
- 2014: Pysh – Flying Circus (Einmusika Recordings – EINMUSIKA028)
- 2014: Helmut Ebritsch – Ecstatic Truth (Burlesque Musique – BUR019)
- 2017 Sasch BBC & Caspar – Black Night (Sacrebleu – Bleu001)
- 2017: D!E ZWE! - Purple EP (Sacrebleu – Bleu003)
- 2022: Der Dritte Raum – Echodeltaalfaxray (Harthouse – HHBER030C)